# Bridei I

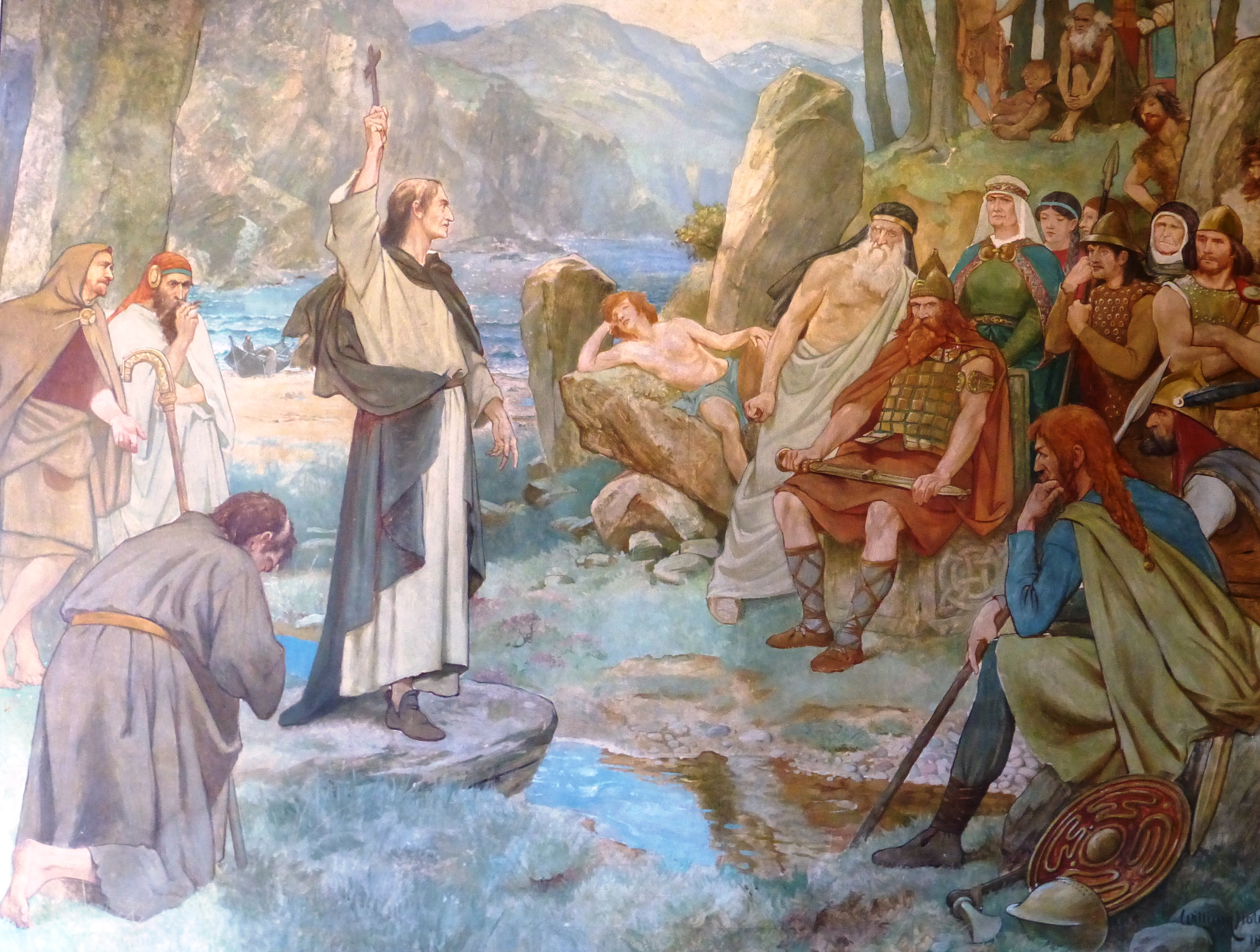
Ilustración del siglo XIX de San Columba convirtiendo a Bridei, por William Hole.

Bridei I, también conocido como Bridei, hijo de Maelchon, fue rey de los Pictos de 554 a 584. Las fuentes son imprecisas o contradictorias sobre él, pero  se cree que su corte estaba próxima al Lago Ness y que pudo haber sido cristiano. Murió a medidos de los años 580, posiblemente en batalla, y fue sucedido por Gartnait hijo de Domelch.